# Freestyle-Skiing-Weltcup 1984/85
Die Saison 1984/85 war die 6. Saison des von der Fédération Internationale de Ski (FIS) veranstalteten Freestyle-Skiing-Weltcups. Sie begann am 11. Dezember 1984 in Tignes und endete am 24. März 1985 in Sälen. Ausgetragen wurden Wettbewerbe in den Disziplinen Aerials (Springen), Moguls (Buckelpiste), Ballett und in der Kombination.

## Männer

### Weltcupwertungen
| Rang | Name               | Punkte |
| ---- | ------------------ | ------ |
| 1.   | Alain Laroche      | 71     |
| 2.   | Éric Laboureix     | 64     |
| 3.   | Chris Simboli      | 58     |
| 4.   | Mike Nemesvary     | 55     |
| 5.   | John Witt          | 50     |
| 6.   | Murray Cluff       | 48     |
| 7.   | Craig Young        | 34     |
| 8.   | Dan Herby          | 29     |
| 9.   | Lloyd Langlois     | 25     |
| 10.  | Hermann Reitberger | 25     |

| Rang | Name              | Punkte |
| ---- | ----------------- | ------ |
| 1.   | Lloyd Langlois    | 150    |
| 2.   | Alain Laroche     | 139    |
| 3.   | Yves Laroche      | 136    |
| 4.   | Mike Nemesvary    | 136    |
| 5.   | Jean-Marc Bacquin | 133    |
| 6.   | Didier Méda       | 130    |
| 7.   | Chris Simboli     | 129    |
| 8.   | Thomas Wacht      | 113    |
| 9.   | Murray Cluff      | 95     |
| 10.  | Kris Feddersen    | 89     |

| Rang | Name              | Punkte |
| ---- | ----------------- | ------ |
| 1.   | Philippe Bron     | 166    |
| 2.   | Steve Desovich    | 164    |
| 3.   | Cooper Schell     | 151    |
| 4.   | Jean Dutruilh     | 145    |
| 5.   | Philippe Deiber   | 144    |
| 6.   | Éric Berthon      | 142    |
| 7.   | Bill Keenan       | 137    |
| 8.   | Nelson Carmichael | 136    |
| 9.   | Lasse Fahlén      | 129    |
| 10.  | Mauro Mottini     | 119    |

| Rang | Name               | Punkte |
| ---- | ------------------ | ------ |
| 1.   | Hermann Reitberger | 174    |
| 2.   | Richard Schabl     | 170    |
| 3.   | Éric Laboureix     | 154    |
| 4.   | Chris Simboli      | 153    |
| 5.   | Georg Fürmeier     | 143    |
| 6.   | Alain Laroche      | 138    |
| 7.   | Jacques Dumaine    | 135    |
| 8.   | Seth Goldsmith     | 129    |
| 9.   | Murray Cluff       | 120    |
| 10.  | Mike Nemesvary     | 110    |

| Rang | Name           | Punkte |
| ---- | -------------- | ------ |
| 1.   | Alain Laroche  | 90     |
| 2.   | Chris Simboli  | 80     |
| 3.   | Éric Laboureix | 79     |
| 4.   | Mike Nemesvary | 74     |
| 5.   | Murray Cluff   | 69     |
| 6.   | John Witt      | 69     |
| 7.   | Craig Young    | 55     |
| 8.   | Dan Herby      | 47     |
| 9.   | Eric Sampson   | 30     |
| 10.  | Bruce Bolesky  | 26     |

### Podestplätze

#### Moguls
| Datum             | Ort          | Disz. | 1. Platz       | 2. Platz          | 3. Platz        |
| ----------------- | ------------ | ----- | -------------- | ----------------- | --------------- |
| 12. Dezember 1984 | Tignes       | MO    | Philippe Bron  | Éric Berthon      | Steve Desovich  |
| 11. Januar 1985   | Mont Gabriel | MO    | Philippe Bron  | Mauro Mottini     | Philippe Deiber |
| 18. Januar 1985   | Lake Placid  | MO    | Cooper Schell  | Philippe Deiber   | Steve Desovich  |
| 26. Januar 1985   | Breckenridge | MO    | Bill Keenan    | Philippe Bron     | Steve Desovich  |
| 3. Februar 1985   | Pra-Loup     | MO    | Cooper Schell  | Éric Berthon      | Jean Dutruilh   |
| 2. März 1985      | Oberjoch     | MO    | Éric Laboureix | Jean Dutruilh     | Steve Desovich  |
| 7. März 1985      | Mariazell    | MO    | Cooper Schell  | Nelson Carmichael | Philippe Deiber |
| 12. März 1985     | Pila         | MO    | Bernard Brandt | Philippe Bron     | Mauro Mottini   |
| 16. März 1985     | La Clusaz    | MO    | Steve Desovich | Philippe Bron     | Éric Laboureix  |
| 24. März 1985     | Sälen        | MO    | Steve Desovich | Philippe Deiber   | Philippe Bron   |

#### Aerials
| Datum             | Ort           | Disz. | 1. Platz          | 2. Platz          | 3. Platz          |
| ----------------- | ------------- | ----- | ----------------- | ----------------- | ----------------- |
| 13. Dezember 1984 | Tignes        | AE    | Yves Laroche      | Alain Laroche     | Didier Méda       |
| 13. Januar 1985   | Mont Gabriel  | AE    | Lloyd Langlois    | Alain Laroche     | Mike Nemesvary    |
| 20. Januar 1985   | Lake Placid   | AE    | Yves Laroche      | Lloyd Langlois    | Jean-Marc Bacquin |
| 21. Januar 1985   | Lake Placid   | AE    | Lloyd Langlois    | Yves Laroche      | Mike Nemesvary    |
| 27. Januar 1985   | Breckenridge  | AE    | Lloyd Langlois    | Mike Nemesvary    | Didier Méda       |
| 2. Februar 1985   | La Sauze      | AE    | Jean-Marc Bacquin | Lloyd Langlois    | Mike Nemesvary    |
| 21. Februar 1985  | Kranjska Gora | AE    | Lloyd Langlois    | Jean-Marc Bacquin | Chris Simboli     |
| 3. März 1985      | Oberjoch      | AE    | Lloyd Langlois    | Alain Laroche     | Kris Feddersen    |
| 23. März 1985     | Sälen         | AE    | Lloyd Langlois    | Chris Simboli     | Alain Laroche     |

#### Ballett
| Datum             | Ort           | Disz. | 1. Platz           | 2. Platz           | 3. Platz                     |
| ----------------- | ------------- | ----- | ------------------ | ------------------ | ---------------------------- |
| 11. Dezember 1984 | Tignes        | AC    | Lane Spina         | Georg Fürmeier     | Hermann Reitberger           |
| 12. Januar 1985   | Mont Gabriel  | AC    | Hermann Reitberger | Richard Schabl     | Chris Simboli                |
| 19. Januar 1985   | Lake Placid   | AC    | Hermann Reitberger | Richard Schabl     | Lane Spina                   |
| 25. Januar 1985   | Breckenridge  | AC    | Hermann Reitberger | Richard Schabl     | Eric Sampson                 |
| 1. Februar 1985   | La Sauze      | AC    | Richard Schabl     | Hermann Reitberger | Chris Simboli                |
| 20. Februar 1985  | Kranjska Gora | AC    | Hermann Reitberger | Richard Schabl     | Chris Simboli Richard Pierce |
| 1. März 1985      | Oberjoch      | AC    | Éric Laboureix     | Georg Fürmeier     | Chris Simboli                |
| 9. März 1985      | Mariazell     | AC    | Richard Schabl     | Éric Laboureix     | Hermann Reitberger           |
| 17. März 1985     | La Clusaz     | AC    | Hermann Reitberger | Richard Schabl     | Jacques Dumaine              |
| 22. März 1985     | Sälen         | AC    | Hermann Reitberger | Rune Kristiansen   | Richard Pierce               |

#### Kombination
| Datum             | Ort          | Disz. | 1. Platz       | 2. Platz       | 3. Platz       |
| ----------------- | ------------ | ----- | -------------- | -------------- | -------------- |
| 13. Dezember 1984 | Tignes       | CO    | Alain Laroche  | Éric Laboureix | Bruce Bolesky  |
| 13. Januar 1985   | Mont Gabriel | CO    | Alain Laroche  | Mike Nemesvary | Bruce Bolesky  |
| 20. Januar 1985   | Lake Placid  | CO    | Alain Laroche  | Chris Simboli  | Éric Laboureix |
| 27. Januar 1985   | Breckenridge | CO    | Alain Laroche  | Chris Simboli  | Éric Laboureix |
| 3. Februar 1985   | Pra-Loup     | CO    | Éric Laboureix | Alain Laroche  | Murray Cluff   |
| 3. März 1985      | Oberjoch     | CO    | Éric Laboureix | John Witt      | Chris Simboli  |
| 12. März 1985     | Pila         | CO    | Alain Laroche  | Chris Simboli  | Mike Nemesvary |
| 24. März 1985     | Sälen        | CO    | Alain Laroche  | Murray Cluff   | Chris Simboli  |

## Frauen

### Weltcupwertungen
| Rang | Name              | Punkte |
| ---- | ----------------- | ------ |
| 1.   | Conny Kissling    | 39     |
| 2.   | Meredith Gardner  | 27     |
| 3.   | Anna Fraser       | 20     |
| 4.   | Silvia Marciandi  | 18     |
| 5.   | Melanie Palenik   | 15     |
| 6.   | Christine Rossi   | 12     |
| 7.   | Jan Bucher        | 11     |
| 8.   | Mary Jo Tiampo    | 11     |
| 9.   | Hayley Wolff      | 10     |
| 10.  | Catherine Frarier | 10     |

| Rang | Name             | Punkte |
| ---- | ---------------- | ------ |
| 1.   | Meredith Gardner | 84     |
| 2.   | Conny Kissling   | 76     |
| 3.   | Andrea Amann     | 69     |
| 4.   | Maria Quintana   | 64     |
| 5.   | Anna Fraser      | 57     |
| 6.   | Dorene Bourque   | 47     |
| 7.   | Carin Hernskog   | 42     |
| 8.   | Melanie Palenik  | 34     |
| 9.   | Christine Oehme  | 31     |
| 10.  | Sachiyo Kamimura | 23     |

| Rang | Name              | Punkte |
| ---- | ----------------- | ------ |
| 1.   | Mary Jo Tiampo    | 79     |
| 2.   | Hayley Wolff      | 70     |
| 3.   | Catherine Frarier | 70     |
| 4.   | Conny Kissling    | 63     |
| 5.   | Erika Gallizzi    | 61     |
| 6.   | Silvia Marciandi  | 55     |
| 7.   | Madeline Uvhagen  | 54     |
| 8.   | Laura Colnaghi    | 42     |
| 9.   | LeeLee Morrison   | 37     |
| 10.  | Renée Svärdsjö    | 25     |

| Rang | Name             | Punkte |
| ---- | ---------------- | ------ |
| 1.   | Christine Rossi  | 82     |
| 2.   | Jan Bucher       | 80     |
| 3.   | Conny Kissling   | 76     |
| 4.   | Lucie Barma      | 65     |
| 5.   | Ellen Breen      | 62     |
| 6.   | Anna Fraser      | 40     |
| 7.   | Meredith Gardner | 38     |
| 8.   | Hedy Garhammer   | 29     |
| 9.   | Janice Cannon    | 26     |
| 10.  | Krista Pettibone | 20     |

| Rang | Name             | Punkte |
| ---- | ---------------- | ------ |
| 1.   | Conny Kissling   | 48     |
| 2.   | Meredith Gardner | 42     |
| 3.   | Anna Fraser      | 37     |
| 4.   | Silvia Marciandi | 32     |
| 5.   | Melanie Palenik  | 27     |
| 6.   | Anne Dowling     | 15     |
| 7.   | Janice Cannon    | 8      |
| 8.   | Betsy Reid       | 8      |
| 9.   | Maria Quintana   | 3      |

### Podestplätze

#### Moguls
| Datum             | Ort          | Disz. | 1. Platz          | 2. Platz          | 3. Platz               |
| ----------------- | ------------ | ----- | ----------------- | ----------------- | ---------------------- |
| 12. Dezember 1984 | Tignes       | MO    | Catherine Frarier | Erika Gallizzi    | Mary Jo Tiampo         |
| 11. Januar 1985   | Mont Gabriel | MO    | Hayley Wolff      | Catherine Frarier | Erika Gallizzi         |
| 18. Januar 1985   | Lake Placid  | MO    | Conny Kissling    | Mary Jo Tiampo    | Catherine Frarier      |
| 26. Januar 1985   | Breckenridge | MO    | Hayley Wolff      | Madeline Uvhagen  | Catherine Frarier      |
| 3. Februar 1985   | Pra-Loup     | MO    | Mary Jo Tiampo    | Hayley Wolff      | Charlotte Zaccariassen |
| 2. März 1985      | Oberjoch     | MO    | Mary Jo Tiampo    | Laura Colnaghi    | Hayley Wolff           |
| 7. März 1985      | Mariazell    | MO    | Mary Jo Tiampo    | Silvia Marciandi  | Conny Kissling         |
| 12. März 1985     | Pila         | MO    | Silvia Marciandi  | LeeLee Morrison   | Mary Jo Tiampo         |
| 16. März 1985     | La Clusaz    | MO    | Hayley Wolff      | Silvia Marciandi  | LeeLee Morrison        |
| 24. März 1985     | Sälen        | MO    | Mary Jo Tiampo    | Catherine Frarier | Erika Gallizzi         |

#### Aerials
| Datum             | Ort           | Disz. | 1. Platz          | 2. Platz       | 3. Platz         |
| ----------------- | ------------- | ----- | ----------------- | -------------- | ---------------- |
| 13. Dezember 1984 | Tignes        | AE    | Meredith Gardner  | Conny Kissling | Carin Hernskog   |
| 13. Januar 1985   | Mont Gabriel  | AE    | Conny Kissling    | Andrea Amann   | Dorene Bourque   |
| 20. Januar 1985   | Lake Placid   | AE    | Maria Quintana    | Conny Kissling | Meredith Gardner |
| 21. Januar 1985   | Lake Placid   | AE    | Meredith Gardner  | Maria Quintana | Andrea Amann     |
| 27. Januar 1985   | Breckenridge  | AE    | Meredith Gardner  | Conny Kissling | Andrea Amann     |
| 2. Februar 1985   | La Sauze      | AE    | Meredith Gardner  | Conny Kissling | Carin Hernskog   |
| 21. Februar 1985  | Kranjska Gora | AE    | Meredith Gardner  | Conny Kissling | Anna Fraser      |
| 3. März 1985      | Oberjoch      | AE    | Meredith Gardner  | Carin Hernskog | Maria Quintana   |
| 18. März 1985     | La Clusaz     | AE    | Meredith Gardner  | Carin Hernskog | Anna Fraser      |
| 23. März 1985     | Sälen         | AE    | Susanna Antonsson | Andrea Amann   | Meredith Gardner |

#### Ballett
| Datum             | Ort           | Disz. | 1. Platz        | 2. Platz        | 3. Platz        |
| ----------------- | ------------- | ----- | --------------- | --------------- | --------------- |
| 11. Dezember 1984 | Tignes        | AC    | Christine Rossi | Jan Bucher      | Ellen Breen     |
| 12. Januar 1985   | Mont Gabriel  | AC    | Jan Bucher      | Conny Kissling  | Ellen Breen     |
| 19. Januar 1985   | Lake Placid   | AC    | Conny Kissling  | Christine Rossi | Jan Bucher      |
| 25. Januar 1985   | Breckenridge  | AC    | Jan Bucher      | Conny Kissling  | Christine Rossi |
| 1. Februar 1985   | La Sauze      | AC    | Christine Rossi | Jan Bucher      | Conny Kissling  |
| 20. Februar 1985  | Kranjska Gora | AC    | Conny Kissling  | Christine Rossi | Jan Bucher      |
| 1. März 1985      | Oberjoch      | AC    | Christine Rossi | Jan Bucher      | Lucie Barma     |
| 9. März 1985      | Mariazell     | AC    | Christine Rossi | Jan Bucher      | Conny Kissling  |
| 17. März 1985     | La Clusaz     | AC    | Christine Rossi | Jan Bucher      | Conny Kissling  |
| 22. März 1985     | Sälen         | AC    | Jan Bucher      | Christine Rossi | Lucie Barma     |

#### Kombination
| Datum             | Ort          | Disz. | 1. Platz         | 2. Platz         | 3. Platz         |
| ----------------- | ------------ | ----- | ---------------- | ---------------- | ---------------- |
| 13. Dezember 1984 | Tignes       | CO    | Conny Kissling   | Meredith Gardner | Anna Fraser      |
| 13. Januar 1985   | Mont Gabriel | CO    | Conny Kissling   | Meredith Gardner | Anna Fraser      |
| 20. Januar 1985   | Lake Placid  | CO    | Conny Kissling   | Meredith Gardner | Anne Dowling     |
| 27. Januar 1985   | Breckenridge | CO    | Conny Kissling   | Meredith Gardner | Anna Fraser      |
| 3. Februar 1985   | Pra-Loup     | CO    | Conny Kissling   | Silvia Marciandi | Meredith Gardner |
| 3. März 1985      | Oberjoch     | CO    | Conny Kissling   | Meredith Gardner | Silvia Marciandi |
| 12. März 1985     | Pila         | CO    | Conny Kissling   | Silvia Marciandi | Anna Fraser      |
| 18. März 1985     | La Clusaz    | CO    | Silvia Marciandi | Anna Fraser      | Meredith Gardner |
| 24. März 1985     | Sälen        | CO    | Janice Cannon    | Meredith Gardner | Anna Fraser      |